# 1995 HP
1995 HP är en asteroid i huvudbältet som upptäcktes den 27 april 1995 av de båda japanska astronomerna Seiji Ueda och Hiroshi Kaneda i Kushiro.
Asteroiden har en diameter på ungefär 3 kilometer.